# 双川喜一
双川 喜一（ふたがわ きいち、1885年（明治18年）11月 - 1966年（昭和41年）7月12日）は、日本の警察官僚である。号は一真斎。

## 経歴
千葉県出身。双川兼吉の四男として生まれる。1908年（明治41年）、明治大学本科英語法科を卒業。文官高等試験行政科試験に備えるために東京外国語学校夜学英語専修科にも通った。1912年（大正元年）11月、文官高等試験行政科試験に合格。農商務省に入省したが内務省に移り、1913年（大正2年）、愛知県警部に任官。
香川県警察部長、大分県警察部長、滋賀県警察部長、新潟県警察部長を歴任した。1933年（昭和8年）7月31日、休職新潟県書記官を依願免本官となり退官した。
1938年（昭和13年）8月15日、明治大学専務理事となり、さらに同年10月1日には事務局長をも兼任した。
大分県警察部長の時、穐吉定次を立浪部屋に紹介し双葉山定次の四股名を贈った。双葉山は「栴檀は双葉より芳し」から命名された。双川喜一の1字も含まれている。

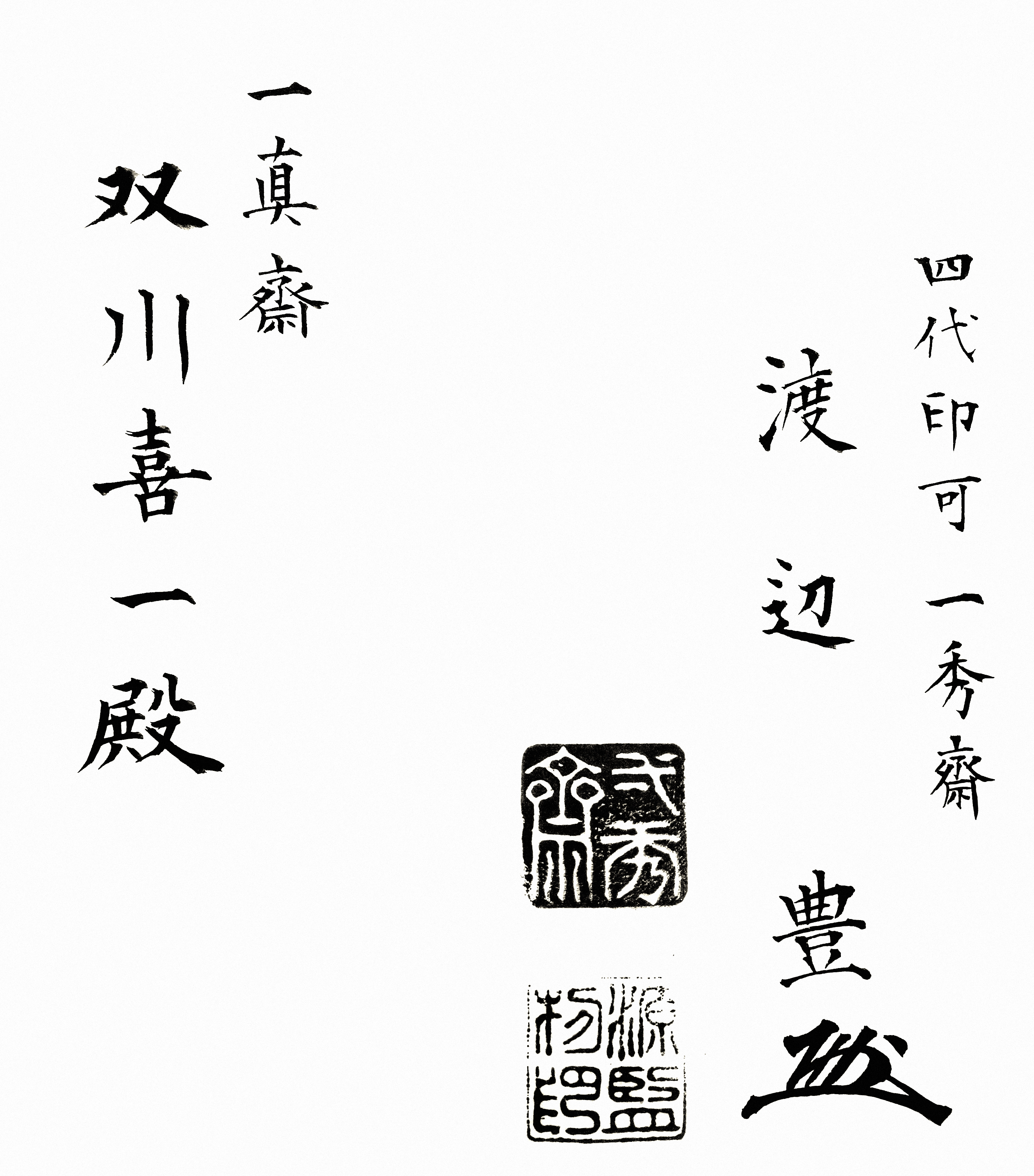
双川喜一宛の柴真揚流柔術伝書

香川県の警察部長を務めている時、柴真揚流という柔術を渡邊豊から学び、昭和2年（1927年）に免許皆伝を授かった。

## 親族
- 長男 双川喜文（弁護士・満洲国司法官）[1][11]
- 孫の双川文吾は、中曽根康弘の長女美智子と結婚した。

## 著作
- 『警察ノ根本観念』松華堂書店、1925。
- 『実用普選法釈義』松華堂、1927年。
- 『日本選挙制度の提唱 : 自由選択利益比例代表制度』明治大学出版部、1954年。